# Oscar Eriksson (Sportschütze)
Oscar Israel Eriksson (* 28. Juni 1889 in Örebro; † 25. Dezember 1958 ebenda) war ein schwedischer Sportschütze.

## Erfolge
Oscar Eriksson nahm an den Olympischen Spielen 1920 in Antwerpen in zwei Disziplinen mit dem Kleinkalibergewehr teil. In der Einzelkonkurrenz verpasste er mit 370 Punkten eine vordere Platzierung, während er mit der Mannschaft hinter den US-Amerikanern und vor den Norwegern den zweiten Platz belegte und somit die Silbermedaille gewann. Mit 370 Punkten war er der viertbeste Schütze der Mannschaft, zu der neben Eriksson noch Sigvard Hultcrantz, Leonard Lagerlöf, Erik Ohlsson und Ragnar Stare gehörten.
Eriksson war Offizier der schwedischen Streitkräfte.